# Yoshiro Muraki
Yoshiro Muraki (Japans: 村木与四郎, Muraki Yoshirō) (Tokio, 15 augustus 1924 - aldaar, 26 oktober 2009) was een Japans decorontwerper, "artdirector" en kostuumontwerper.
Muraki werd driemaal genomineerd voor een Oscar voor de "artdirection", voor Tora! Tora! Tora! (1970), Kagemusha (1980) en Ran (1985). Hij werd ook genomineerd voor een Oscar voor beste kostuumontwerp voor Yojimbo (1961). Hij was vooral bekend voor zijn samenwerking met regisseur Akira Kurosawa, waarmede hij samenwerkte voor al diens films sinds Record of a Living Being, uitgezonderd Dersu Uzala .